# 2031
2031 (MMXXXI) será un año común comenzado en miércoles en el calendario gregoriano. Será también el número 2031 anno Dómini o de la designación de era cristiana, será el trigésimo primero año del Siglo XXI y del III milenio. Será el primero año de la cuarta década del Siglo XXI y el segundo del decenio de los Años 2030, además será el primer año en tener sus 4 dígitos diferentes desde 2019. Será designado como:
- El Año del Cerdo, según el horóscopo chino.

## Acontecimientos

### Enero
- 5 de enero – Toma de posesión de los Diputados a la Asamblea Nacional de Venezuela, de acuerdo a los plazos legales enunciados para el órgano legislativo nacional en la Constitución venezolana vigente desde 1999, para el período 2031 - 2036.

- 10 de enero – Toma de posesión del Presidente de Venezuela, de acuerdo a los plazos legales enunciados para el órgano ejecutivo nacional en la Constitución venezolana vigente desde 1999, para el período 2031 - 2037.

### Marzo
- 1 de marzo – Se conmemoran 25 años del nacimiento de Peter Connelly.
- 17 de marzo – Tránsito de Venus desde Urano

### Octubre
- 25 de octubre – Elecciones Presidenciales en Argentina para el periodo 2031 - 2035.
- 29 de octubre – Tránsito de Venus desde Urano.

### Diciembre
- 10 de diciembre – Asunción del Presidente Electo de Argentina para el período 2031 - 2035
- 12 de diciembre – Quinto Centenario de las apariciones de Santa María de Guadalupe en México
- 17 de diciembre – Tránsito de la Tierra desde Urano

- Datos: Q12794
- Multimedia: 2031 / Q12794